# Драгољуб Михајловић (лекар)
Драгољуб Михајловић (Црквенац, 16. фебруар 1895 — Врање, 4. фебруар 1980) био је српски и југословенски лекар. Михајловић је био један од истакнутих лекара у Врању у периоду између два светска рата.

## Биографија
Истакнуто име међу лекарима између два светска рата у Врању је Драгољуб Михајловић. Рођен је у селу Црквенцу, у околини Свилајнца, 16. фебруара 1895. где му је отац био учитељ. Основну школу и шест разреда гимназије завршио је у Врању. Први светски рат онемогућио му је даље школовање. Борио се у легендарној чети 1300 ђака - каплара и прешао Албанију. Са Солунског фронта одлази у Француску да би 1918. када је имао двадесет и три године када је започео студије медицине на Универзитету у Бордоу. Био је просечан студент али је показивао велики дар за музику и свирао је виолончело. По обављеном стажу, он је од јуна 1923. до децембра 1925. радио као срески лекар у прешевском срезу. Од јануара 1926. до 1937. године службује као лекар у врањској општини. Између два рата доктор Михајловић је дуги низ година био лекар питомаца Американског васпитног дома за ратну српску сирочад у Врању од 1938. до маја 1940. Специјализира плућне болести; после све до 6. априла 1941. остаје да ради као лекар у врањској општини.
За време рата окупатор га мобилише. Октобра 1945. отвара Антитуберкулозни диспанзер где остаје све до 1. јануара 1965. када одлази у пензију.
Старији Врањанци памте Михајловића по томе што је свој лекарски позив обављао безмало до своје смрти.Био је то лекар са најдужим радним стажом, преко педесет година. Иако пензионер, неуморно је обилазио и лечио болеснике по кућама. Врањанци су га упорно позивали у кућне посете, имајући у њега безгранично поверење. Отменог држања, ведрог духа и необично истанчаног смисла за хумор, уносио је радост у врањске домове и тиме непосредно ширио оптимизам и ведрину, дајући болесницима наду у оздрављење. Остао је познат као народни лекар.
Упркос својој заузетости као управник АТД-а и шеф Грудног одељења болнице, али и упркос већ поодмаклим годинама, доктор Драгољуб Михајловић се интересовао и за писање. Нашао је времена да напише, што је за свако дивљење пет књига и да оформи Музеј здравствене службе у АТД-у. Теме његових књига везане су за Први светски рат и старе заборављене ратнике, и најзад за историју медицине врањског краја. У писању је показивао огромну независност и оригиналност, уносећи у своје рукописе богатство романтичарске личности, али и сведочења стечена искуством. Указана му је изузетна част, пошто је проглашен доживотним почасним председником Уметничког савета Позоришта и Дома културе. 
Активно је сарађивао у „Врањским новинама“ и учествовао у извођењу музичких програма за време одржавања предавања у Грађанској касини.Од 9. августа 1963. па надаље у локалном листу „Врањске новине“ водио је сталну рубрику „Проширите своје знање“.
Био је велики романтичар и заљубљеник старог Врања, нарочито када је говорио o „Врању које не умире“ и љубитељ књижевног дела Борисава Станковића. 
Умро је у Врању 4. фебруара 1980. године. 
Доктор Драгољуб Михајловић је био личност која је изградила систем антитуберкулозне заштите целога округа. Иако је то било изванредно дело, оно је било само једно међу многим подвизима које је остварио овај необично свестран и даровит човек.